# Littoridinops tenuipes
Littoridinops tenuipes är en snäckart som först beskrevs av Couper 1844.  Littoridinops tenuipes ingår i släktet Littoridinops och familjen tusensnäckor. Inga underarter finns listade i Catalogue of Life.